# Luboš Kropáček
Luboš Kropáček (* 23. února 1939, Praha) je český islamolog, arabista, afrikanista, překladatel a vysokoškolský pedagog.

## Biografie
V šedesátých letech vystudoval arabistiku a anglistiku na Filozofické fakultě Univerzity Karlovy (FF UK), kde byl také žákem Ivana Hrbka. V roce 1968 se zúčastnil expedice Lambaréné. V letech 1961–1989 spolupracoval se Státní bezpečností (StB), ta jej dokonce roku 1972 vyslala na tři týdny do Izraele, roku 1973 na orientalistický kongres do Paříže a poté ještě do několika arabských zemí. Od roku 1984 byl veden jako agent. Sám však tuto skutečnost přiznal a v jeho svazku sama StB uvádí, že se jedná o osobu neperspektivní k další spolupráci.
Navzdory spolupráci s StB mu na FF UK nebyla prodloužena smlouva a až do roku 1990 se živil jako tlumočník politických špiček republiky a komunistického aparátu. Titul kandidáta věd získal až v roce 1990. V roce 1992 se habilitoval, profesorem byl jmenován v roce 2001.
V současné době působí jako profesor v Ústavu Blízkého Východu a Afriky na Univerzitě Karlově. V letech 2008–2009 působil jako vedoucí Katedry religionistiky na Husitské teologické fakultě Univerzity Karlovy. K hlavním oborům jeho zájmu patří kultura a myšlení islámského světa, postavení islámu v Evropě dnes, dějiny Blízkého východu, dějiny a kultura Afriky a v neposlední řadě vztah křesťanství a islámu.
Publikoval mnoho knih a vědeckých studií v českém jazyce i ve světových jazycích. V českém prostředí patří mezi oblíbené publikace jeho Islámský fundamentalismus nebo Duchovní cesty islámu.
K jeho životnímu jubileu byl v roce 2019 vydán jubilejní sborník.

## Publikační činnost
- 1971 – Moderní islám I.
- 1972 – Moderní islám II.
- 1972 – Slovník arabsko-český a česko-arabský: 4500 nejpoužívanějších slov denního tisku, úředních listin a naukové prózy
- 1980 – Svahilsko-český a česko-svahilský kapesní slovník
- 1984 – Arabsko-český, česko-arabský slovník
- 1993 – Duchovní cesty islámu, II. doplněné vydání 2011.
- 1996 – Islámský fundamentalismus
- 1999 – Blízký východ na přelomu tisíciletí: dynamika přeměn v muslimském sousedství Evropy
- 2002 – Islám a Západ: historická paměť a současná krize
- 2008 – Súfismus: dějiny islámské mystiky
- 2013 – Zikmund, Martin T.; Paulas, Jan; Kropáček, Luboš. Po cestách kamenitých. O životě, islámu a křesťanské víře